# Stato Islamico dell'Afghanistan
Stato Islamico dell'Afghanistan fu la denominazione ufficiale assunta dal regime politico creato nel Paese asiatico il 26 aprile 1992 in seguito agli accordi di Peshawar e alla caduta della Repubblica Democratica.
Nel 1993 a Kabul coesistevano almeno tre governi, mentre le bandiere ufficiali del Paese, anche se alcune variavano solo per pochi dettagli, erano innumerevoli. Lo Stato Islamico dell'Afghanistan è stato dichiarato esistente fino al 2002 anche se dal 1996 gran parte dello Stato era sotto il controllo dei Talebani che diedero al loro paese il nome di Emirato Islamico dell'Afghanistan il quale venne però riconosciuto solo da Arabia Saudita e Pakistan. Tra il 1996 e il 2001 divenne un governo in esilio conosciuto come Alleanza del Nord.
Riprese il controllo del paese nel 2001 in seguito alla battaglia di Tora Bora durante l'invasione statunitense e cessò di esistere nel 2002 quando venne proclamato lo Stato Islamico di transizione dell'Afghanistan.

## Storia
Il 15 aprile 1992, Mohammed Najībullāh, l'ultimo leader dell'Afghanistan comunista, rassegnò le dimissioni in seguito alla conquista di Kabul da parte dei mujaheddin. Venne proclamato in Afghanistan uno Stato Islamico, la sharīʿa fu introdotta, i bar furono chiusi e alla donne fu vietato uscire di casa senza hijab.
Il 25 aprile successivo, in seguito alla conferenza di Peshawar fu stabilito che le varie fazioni di mujaheddin avrebbero dovuto dividersi il potere. L'accordo fu accettato da sei delle sette maggiori formazioni che avevano combattuto i sovietici con l'Ḥezb-i Eslāmī (Partito Islamico) di Gulbuddin Hekmatyar che fece eccezione.
Nel giugno successivo Burhanuddin Rabbani, leader della Jamiʿat-e Islāmī (Associazione islamica) di cui faceva parte anche Aḥmad Shāh Masʿūd (entrambi di etnia tagika) fu eletto a capo di un governo provvisorio della durata di due anni, Hekmatyar (che invece era di etnia pashtun) domandò una fetta di potere anche per sé e mobilitò le sue truppe contro quelle di Rabbani. Dopo mesi di scontri si arrivò, nel marzo del 1993 a un accordo: Hekmatyar sarebbe stato primo ministro e la presidenza di Rabbani non sarebbe durata due anni ma un anno e mezzo. Gli scontri tra fazioni di mujaheddin continuarono e Kabul venne in larga parte distrutta.
Nel periodo compreso tra l'ottobre del 1994 e il settembre del 1996 una milizia di fondamentalisti islamici composta in larga parte da pashtun nota col nome di Talebani (lett. studenti religiosi) conquistò gran parte del paese col supporto del Pakistan. Kabul cadde nelle loro mani il 27 settembre nel 1996. Il paese fu rinominato Emirato Islamico dell'Afghanistan e una versione ancora più restrittiva della sharia fu introdotta: alle donne fu proibito di uscire di casa senza il burqa e di lavorare, salvo rare eccezioni e quasi tutte le ragazze persero il diritto all'istruzione. Cinema, stadi di calcio e stazioni televisive vennero chiuse anch'esse.
L'ex presidente Rabbani e Masʿūd ripiegarono nel nord del paese dove, insieme al signore della guerra uzbeko Abdul Rashid Dostum e la milizia Ḥezb-i Waḥdat composta in prevalenza da sciiti di etnia Hazara fondò il Fronte Islamico Unito per la Salvezza dell'Afghanistan, meglio conosciuto in Occidente col nome di Alleanza del Nord che aveva come obbiettivo quello di riportare il paese sotto il loro controllo togliendolo ai Talebani. L'obbiettivo fu raggiunto nel dicembre del 2001 nel corso dell'invasione statunitense che rovesciò il regime dei talebani.
Anche se dal 1996 al 2001 i talebani controllavano gran parte del paese, lo Stato proclamato nel 1992 rimase quello riconosciuto a livello internazionale e il rappresentante dell'Afghanistan alle Nazioni Unite. Fino alla loya jirga del 2002 quando venne proclamato lo Stato Islamico di Transizione dell'Afghanistan e lo Stato Islamico dell'Afghanistan cessò di esistere.